# South-Cascade-Gletscher
Der South-Cascade-Gletscher ist ein großer alpiner Gletscher in den North Cascades im US-Bundesstaat Washington. Er wird im Osten vom 8.261 ft (2.518 m) hohen Sentinel Peak begrenzt und liegt etwa 17 mi (27 km) nördlich des Glacier Peak in der Glacier Peak Wilderness. Das Schmelzwasser des Gletschers fließt direkt in den South Cascade Lake, welcher den South Fork Cascade River speist, einen Nebenfluss des Skagit River.

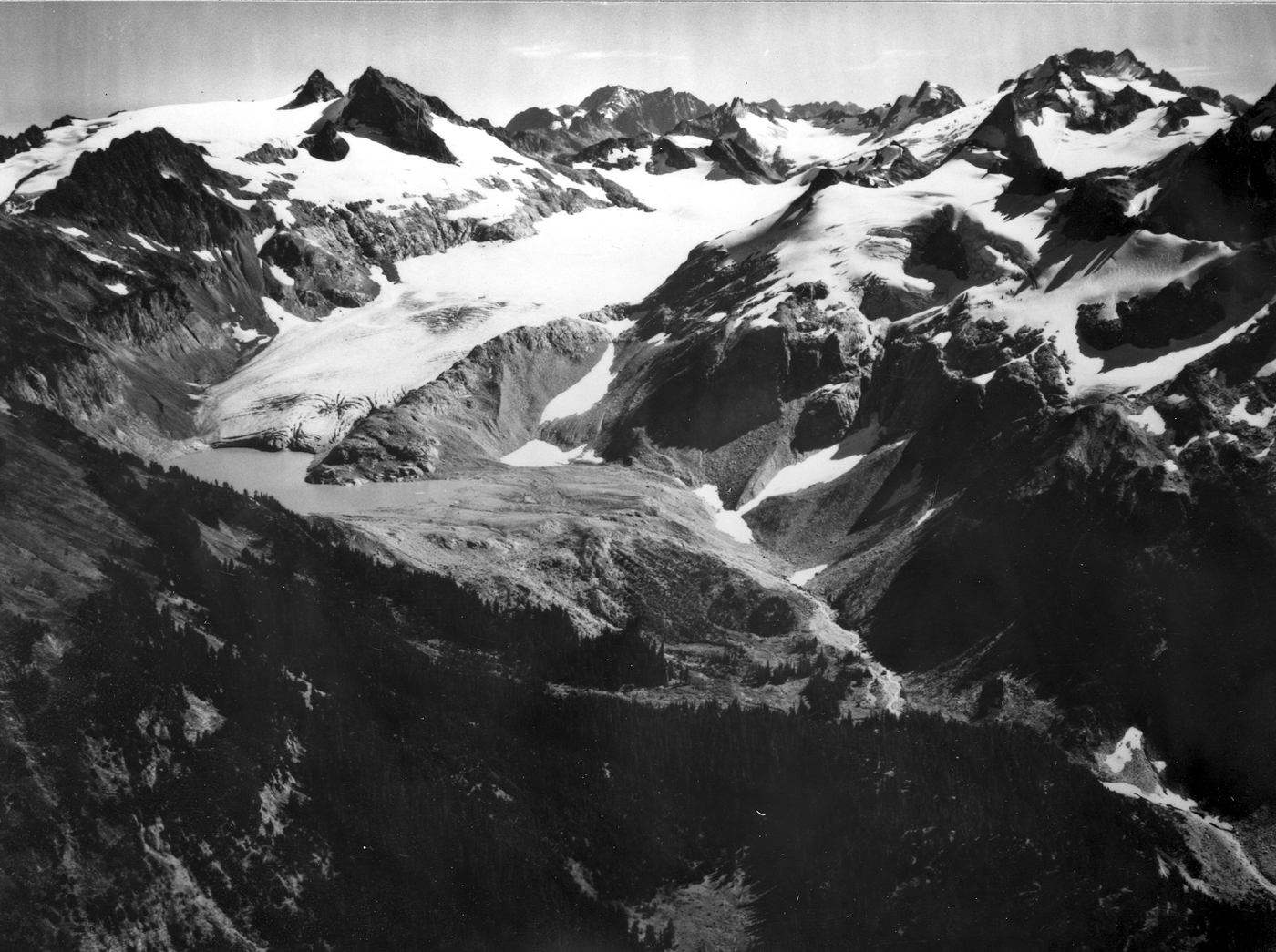
Der South-Cascade-Gletscher am 23. September 1965

Der South-Cascade-Gletscher wurde in einem intensiven glaziologischen Monitoring untersucht, um Auswirkungen des Klimas auf Gletscher zu ermitteln. Zwischen 1958 und 2009 verlor der South-Cascade-Gletscher nahezu die Hälfte seines Volumens.